# Filmfestival van San Sebastián 2022
Het 70ste Filmfestival van San Sebastián is een internationaal filmfestival dat plaatsvond in San Sebastián, Spanje van 16 tot en met 24 september 2022.
Op 13 mei 2022 werd bekendgemaakt dat de Franse actrice Juliette Binoche de Donostia-prijs zal ontvangen. De actrice nam de prijs in ontvangst tijdens een vertoning van de film Avec amour et acharnement, die eerder in het jaar meedeed aan de internationale competitie in Berlijn. Op 24 juni 2022 werd bekendgemaakt dat ook de Canadese regisseur David Cronenberg de Donostia-prijs zal ontvangen. De regisseur nam de prijs in ontvangst op 21 september tijdens een speciale ceremonie, gevolgd door een vertoning van zijn controversiële film Crimes of the Future die eerder in het jaar meedeed aan de internationale competitie in Cannes.
Op 7 juli 2022 werd bekendgemaakt dat de film Modelo 77 van de Spaanse regisseur Alberto Rodríguez Librero de openingsfilm van het festival zal zijn. De film werd buiten de internationale competitie vertoond.
Op 15 juli 2022 werden de Spaanse producties bekendgemaakt die te zien zullen zijn op het filmfestival. In totaal betrof het 18 producties, waarvan er vier meededen aan de internationale competitie. Op 2 augustus werden opnieuw 13 titels bekendgemaakt, waarvan er 12 mededen aan de internationale competitie, waaronder films van de Chileense regisseur Sebastián Lelio en de Zuid-Koreaanse regisseur Hong Sang-soo. Op 2 september werd de laatste film bekendgemaakt die meedoet aan de internationale competitie. Het betrof de film Kong Xiu van de Chinese regisseur Wang Chao.
Op 22 augustus werd bekendgemaakt dat Drive My Car de prestigieuze Grand Prix van de internationale federatie van filmrecensenten (FIPRESCI) zal ontvangen. De prijs werd uitgereikt op 16 september tijdens het openingsgala, waar deze ook werd vertoond.
Op 24 september werden de prijzen van de internationale competitie uitgereikt. De Gouden Schelp voor beste film werd uitgereikt aan Los reyes del mundo van de Colombiaanse regisseur Laura Mora.

## Jury
Op 2 september 2022 werd de jury van de internationale competitie bekendgemaakt. Actrice Glenn Close zou de jury voorzitten. Op 13 september liet Close echter weten vanwege familieomstandigheden niet te kunnen komen. Haar rol als voorzitter werd daarom overgenomen door de Argentijnse producent Matias Mosteirin.
| Naam                              | Beroep                        | Land       |
| --------------------------------- | ----------------------------- | ---------- |
| Matías Mosteirín (juryvoorzitter) | Filmproducent                 | Argentinië |
| Antoinette Boulat                 | Casting director en regisseur | Frankrijk  |
| Tea Lindeburg                     | Regisseur                     | Denemarken |
| Rosa Montero                      | Schrijver                     | Spanje     |
| Lemohang Jeremiah Mosese          | Regisseur                     | Lesotho    |
| Hlynur Pálmason                   | Regisseur                     | IJsland    |

## Officiële selectie

### Binnen de competitie
De volgende films werden geselecteerd voor de internationale competitie. De gearceerde film betreft de winnaar van de Gouden Schelp.
| Film                                | Regisseur         | Land                                              |
| ----------------------------------- | ----------------- | ------------------------------------------------- |
| Il Boemo                            | Petr Václav       | Tsjechië, Italië, Slowakije                       |
| La consagración de la primavera     | Fernando Franco   | Spanje                                            |
| Girasoles silvestres                | Jaime Rosales     | Spanje, Frankrijk                                 |
| Great Yarmouth: Provisional Figures | Marco Martins     | Portugal, Frankrijk, Verenigd Koninkrijk          |
| A Hundred Flowers                   | Genki Kawamura    | Japan                                             |
| Kong Xiu                            | Wang Chao         | China                                             |
| Le lycéen                           | Christophe Honoré | Frankrijk                                         |
| La maternal                         | Pilar Palomero    | Spanje                                            |
| Pornomelancolía                     | Manuel Abramovich | Argentinië, Frankrijk, Brazilië, Mexico           |
| Resten af livet                     | Frelle Petersen   | Denemarken                                        |
| Los reyes del mundo                 | Laura Mora Ortega | Colombia, Luxemburg, Frankrijk, Mexico, Noorwegen |
| Runner                              | Marian Mathias    | Verenigde Staten, Duitsland, Frankrijk            |
| Sparta                              | Ulrich Seidl      | Oostenrijk, Frankrijk, Duitsland                  |
| El Suplente                         | Diego Lerman      | Argentinië, Spanje, Italië, Mexico, Frankrijk     |
| Suro                                | Mikel Gurrea      | Spanje                                            |
| Walk Up                             | Hong Sang-soo     | Zuid-Korea                                        |
| The Wonder                          | Sebastián Lelio   | Verenigd Koninkrijk, Ierland                      |

### Buiten de competitie
| Film                     | Regisseur                                                                     | Land                       |
| ------------------------ | ----------------------------------------------------------------------------- | -------------------------- |
| Apagón                   | Rodrigo Sorogoyen, Raúl Arévalo, Isa Campo, Alberto Rodríguez, Isaki Lacuesta | Spanje                     |
| Marlowe                  | Neil Jordan                                                                   | Spanje, Ierland, Frankrijk |
| Modelo 77 (openingsfilm) | Alberto Rodríguez Librero                                                     | Spanje                     |

### Speciale vertoningen
| Film                     | Regisseur       | Land      |
| ------------------------ | --------------- | --------- |
| El sostre groc           | Isabel Coixet   | Spanje    |
| La (très) grande évasion | Yannick Kergoat | Frankrijk |

## Prijzen

### Binnen de competitie
- Gouden Schelp voor beste film: Los reyes del mundo van Laura Mora
- Speciale Juryprijs: Runner van Marian Mathias
- Zilveren Schelp voor beste regisseur: Genki Kawamura voor A Hundred Flowers
- Zilveren Schelp voor beste hoofdrol:  Paul Kircher voor Le lycéen en Carla Quílez voor La maternal
- Zilveren Schelp voor beste bijrol: Renata Lerman voor El suplente
- Juryprijs voor beste camerawerk: Manuel Abramovich voor Pornomelancholia
- Juryprijs voor beste scenario: Wang Chao en Dong Yun Zhou voor Kong Xiu

### Overige prijzen (selectie)
- Premio Sebastiane: Something You Said Last Night van Luis De Filippis
- Premio Sebastiane Latino: Sublime van Mariano Biasin
- Donostia Award: Juliette Binoche en David Cronenberg
- FIPRESCI Grand Prix: Drive My Car van Ryusuke Hamaguchi